# فردریک رنتشلر
فردریک رنتشلر، (به انگلیسی: Frederick Rentschler) (زاده ۸ نوامبر ۱۸۸۷ - درگذشته ۲۵ آوریل ۱۹۵۶) کارآفرین، مخترع، طراح موتورهای هواگرد و مهندس پرواز آمریکایی بود، که در سال ۱۹۲۵ شرکت پرت اند ویتنی را تأسیس نمود. وی همچنین مؤسس شرکت یونایتد ایرکرفت می‌باشد. این شرکت در سال ۱۹۷۵ به یونایتد تکنولوژی تغییر نام داد.